# Hvis lyset tar oss
Hvis lyset tar oss је трећи студијски албум норвешког блек метал соло пројекта Буцзум. Снимљен је у септембру 1992, али објављен тек у априлу 1994, преко Mysantrophy Records и сопствене издавачке куће Варга Викернеса, Cymophane Productions.

## Позадина
Варг Викернес је снимио прва четири албума Бурцума између јануара 1992. и марта 1993. у Бергену. Међутим, издања су била раширена, са много месеци између снимања и објављивања сваког албума.
На омоту албума налази се цртеж умјетника из 19. вијека Теодора Кителсена по имену Fattigmannen. Викернес је албум посветио Фенризу из норвешког блек метал бенда Darkthrone и Демоназу из норвешког блек метал бенда Immortal; међутим, у интервјуу 2010. године, изразио је жаљење због посвећености Демоназу и тврдио да је Демоназ „пацов као ниједан други“. Промотивне копије које су послате фанзинима укључивале су пjесму Et hvitt lys over skogen уместо Tomhet. Et hvitt lys over skogen се касније појавио на компилацијском албуму Presumed Guilty из 1998. године.
Према Викернесу, Hvis lyset tar oss је концептуални албум, о:
[...] оно што је некада било, прије него што нас је свјетлост однијела и ујахали смо у замак сна. У празнину. То је нешто као: чувајте се хришћанске свјетлости, она ће вас одвести у изрод и ништавило. Оно што други називају светлошћу ја називам тамом. Тражите таму и пакао и нећете наћи ништа осим еволуције.

## Критике
| Професионални рејтинг | Професионални рејтинг |
| Резултати             | Резултати             |
| Извор                 | Рејтинг               |
| --------------------- | --------------------- |
| AllMusic              | [ 4 ]                 |

Келефа Санех је написаo, „почиње са три дугачке и замрљане песме средњег темпа, са рудиментарним свирањем гитаре и вокалом који звуче као врискови из ходника; расположење је мрачно, али и прилично чезнутљиво, посебно током четврте и посљедње нумере, атмосферска дио са клавијатуром који траје четрнаест минута."

## Списак пјесама
Аутор(и) свих текстова и песама: Варг Викернес. 
| №               | Назив                      | Трајање |  |
| 1.              | Det som en gang var        | 14:21   |  |
| 2.              | Hvis lyset tar oss         | 8:04    |  |
| 3.              | Inn i slottet fra droemmen | 7:51    |  |
| 4.              | Tomhet                     | 14:11   |  |
| Укупно трајање: | Укупно трајање:            | 44:27   |  |